# Johann Friedrich Dieffenbach
Johann Friedrich Dieffenbach (1 de febrero de 1792 - 11 de noviembre de 1847) fue un cirujano alemán. Nació en Königsberg y murió en Berlín.

## Biografía
Se especializó en trasplante de piel y cirugía plástica. Su trabajo en cirugía rinoplástica y maxilofacial estableció técnicas modernas de cirugía reconstructiva. Sus esfuerzos comprendían operaciones subcutáneas, como la tenotomía, la división quirúrgica de un tendón. Antes del descubrimiento del tipo de sangre y la comparación de sangre, Dieffenbach investigó la transfusión de sangre, sobre la cual publicó Die Transfusion des Blutes und die Infusion der Arzneien in die Blutgefässe (1828). En 1839, Dieffenbach realizó con éxito la primera miotomía para el tratamiento del estrabismo en un niño de siete años con esotropía.
Estudió teología en las universidades de Rostock y Greifswald. De 1813 a 1815 sirvió como soldado voluntario en las Befreiungskriege (Guerras Napoleónicas) como Jäger. De 1816 a 1820 estudió medicina en la Universidad de Königsberg, luego se trasladó a Bonn como asistente de Philipp Franz von Walther. Tras su paso por París y Montpellier, recibió su doctorado en la Universidad de Würzburg, en 1822. Posteriormente se instaló en Berlín, donde centró su atención en la cirugía plástica y reparadora.
En 1824 se casó con Johanna Motherby. En 1832, se convirtió en profesor asociado en la Universidad de Berlín y en 1840 se convirtió en director del Instituto Clínico de Cirugía en el Hospital Charité. Después de su muerte, en 1847, Bernhard von Langenbeck (1810–1887) reemplazó a Dieffenbach como director de cirugía.

## Medalla Dieffenbach
Otorgada por la Vereinigung der Deutschen Plastischen Chirurgen (Asociación de Cirujanos Plásticos Alemanes), la Medalla Dieffenbach fue creada por el artista Fritz Becker. Fue otorgado por primera vez en 1989 durante la 20.ª reunión anual.